# Cupcake
 (octobre 2012).
Si vous disposez d'ouvrages ou d'articles de référence ou si vous connaissez des sites web de qualité traitant du thème abordé ici, merci de compléter l'article en donnant les références utiles à sa vérifiabilité et en les liant à la section « Notes et références ».

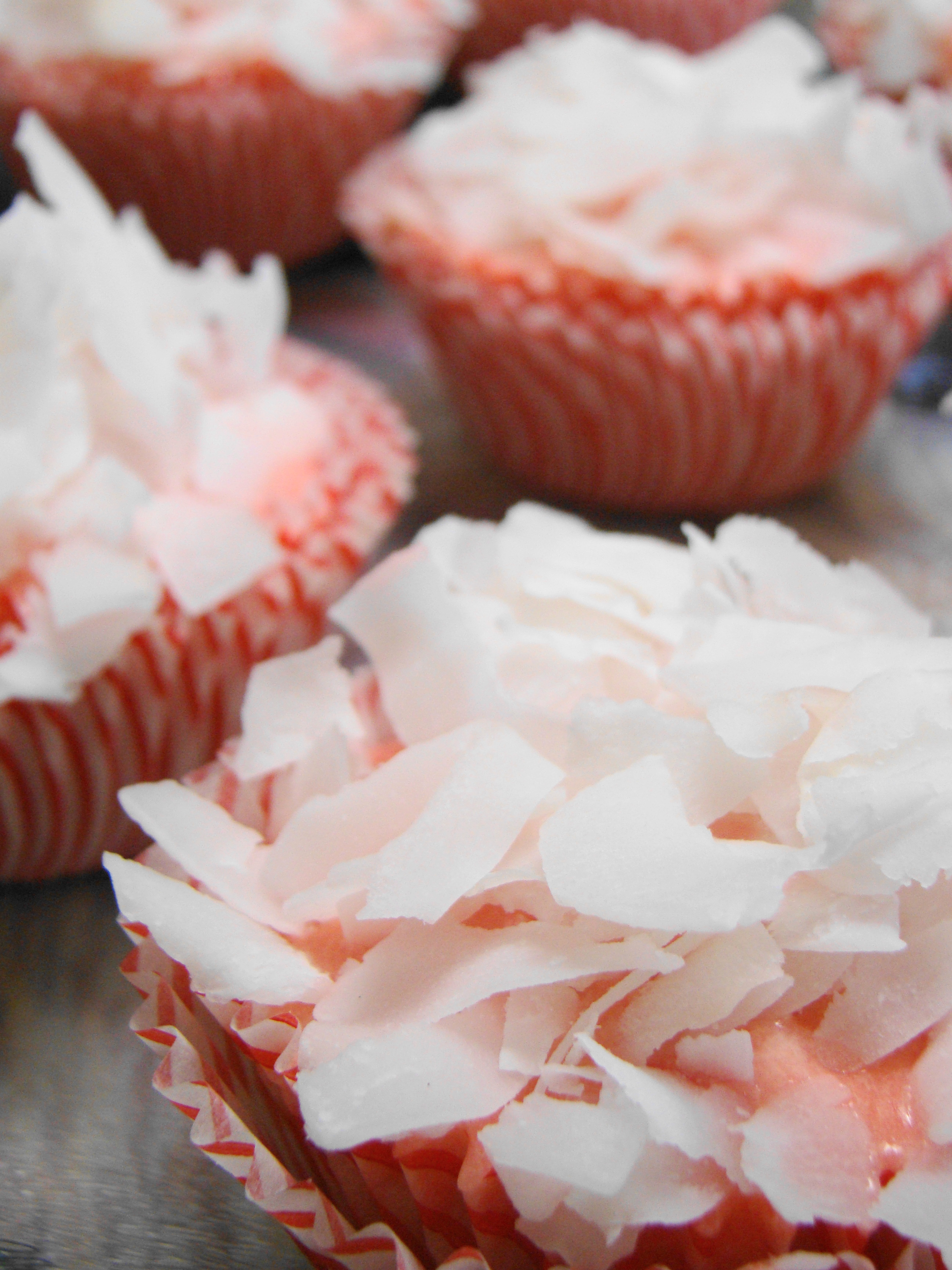
Cupcake fraise coco.

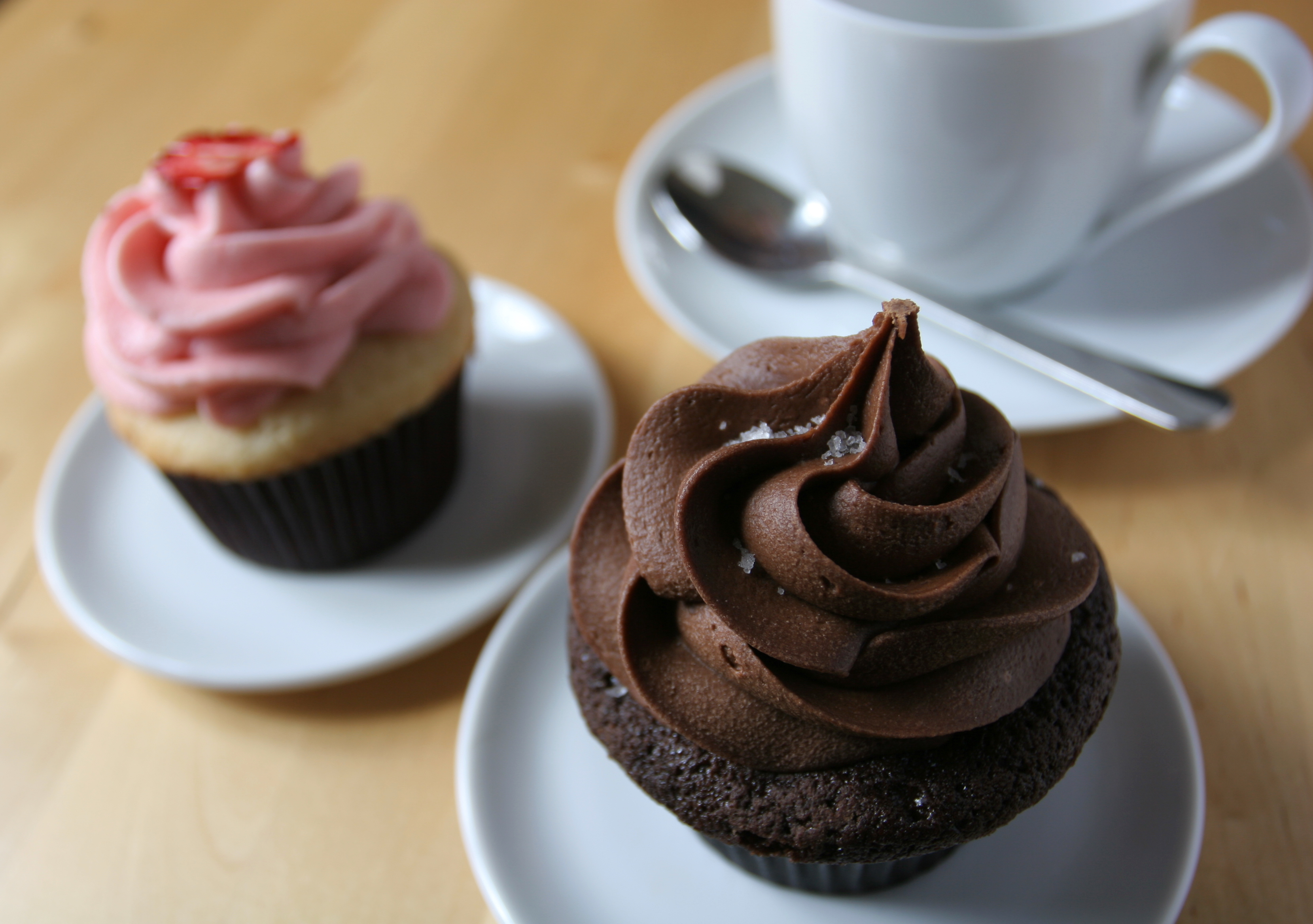
Cupcakes fait maisons au chocolat et à la fraise. Septembre 2010.

Un cupcake (anglicisme), petit gâteau ou gâtelet (ou fairy cake, « gâteau de fée » comme il est connu en Angleterre) est un petit gâteau d'origine américaine souvent très coloré en portion individuelle, ayant la forme du muffin. Le cupcake est cuit dans un moule en papier et généralement recouvert de glaçage et parfois décoré. 

## Histoire
Le terme cupcake est mentionné pour la première fois dans le livre E. Leslie’s Receipts publié en 1829.  Le cupcake est un gâteau ensuite devenu  très populaire dans les années 1950. C'était à l'origine le gâteau des ménagères. Pour certains, son nom viendrait de l’unité de mesure cup (tasse en anglais), dans les systèmes de mesures impérial et américain, basé sur le volume et non le poids. Plus tard, ils furent aussi connus sous le nom de « number cake » ou « 1234 cake », en raison de la recette de la pâte traditionnelle facile à mémoriser, à savoir : une tasse de beurre, deux tasses de sucre, trois tasses de farine et quatre œufs.
Une autre explication viendrait plus du contenant que du contenu. En effet, quand les moules n’existaient pas, les gâteaux étaient cuits dans des pots en terre cuite, des sortes de ramequins. Le nom « fairy cake » vient de l’explication pleine d’imagination de sa taille : il correspondrait à la portion d’une fée.
Très en vogue dans les années 1950, le cupcake était réalisé pour toutes sortes d’occasions, goûters d’anniversaire, Halloween, l'Action de Grâce ou même Noël. Puis il a perdu tout son attrait jusqu’au début des années 2000 et son apparition dans la série télévisée Sex and the City. Le gâteau revient a la mode dans les années 2010.

## Recettes de cupcake

### Le gâteau
La base du cupcake reste toujours la même, à savoir : beurre, sucre, farine et œuf. Presque toutes les recettes de génoise peuvent convenir pour la réalisation de cupcakes. En raison de leurs petites tailles, les cupcakes cuisent beaucoup plus vite que des gâteaux traditionnels. 
Ensuite les cupcakes peuvent être agrémentés de vanille ou de zeste de citron par exemple, en fonction des goûts du pâtissier. 
Pour finir, les cupcakes se déclinent aujourd'hui à l'infini avec des goûts comme à la Tarte au citron meringuée, ou même salés souvent proposés en Apéritif dînatoire.

### Le glaçage
Il s’agit de l’élément marquant du cupcake au visuel : son glaçage. À l'origine, le glaçage est salé (cream cheese) mais il s'est peu à peu transformé en un glaçage sucré. En fonction des goûts, le glaçage peut être à la crème au beurre, crème montée, mascarpone ou crème chantilly. Ensuite, il peut même être coloré et saupoudré de vermicelles colorés. 

### Les variantes

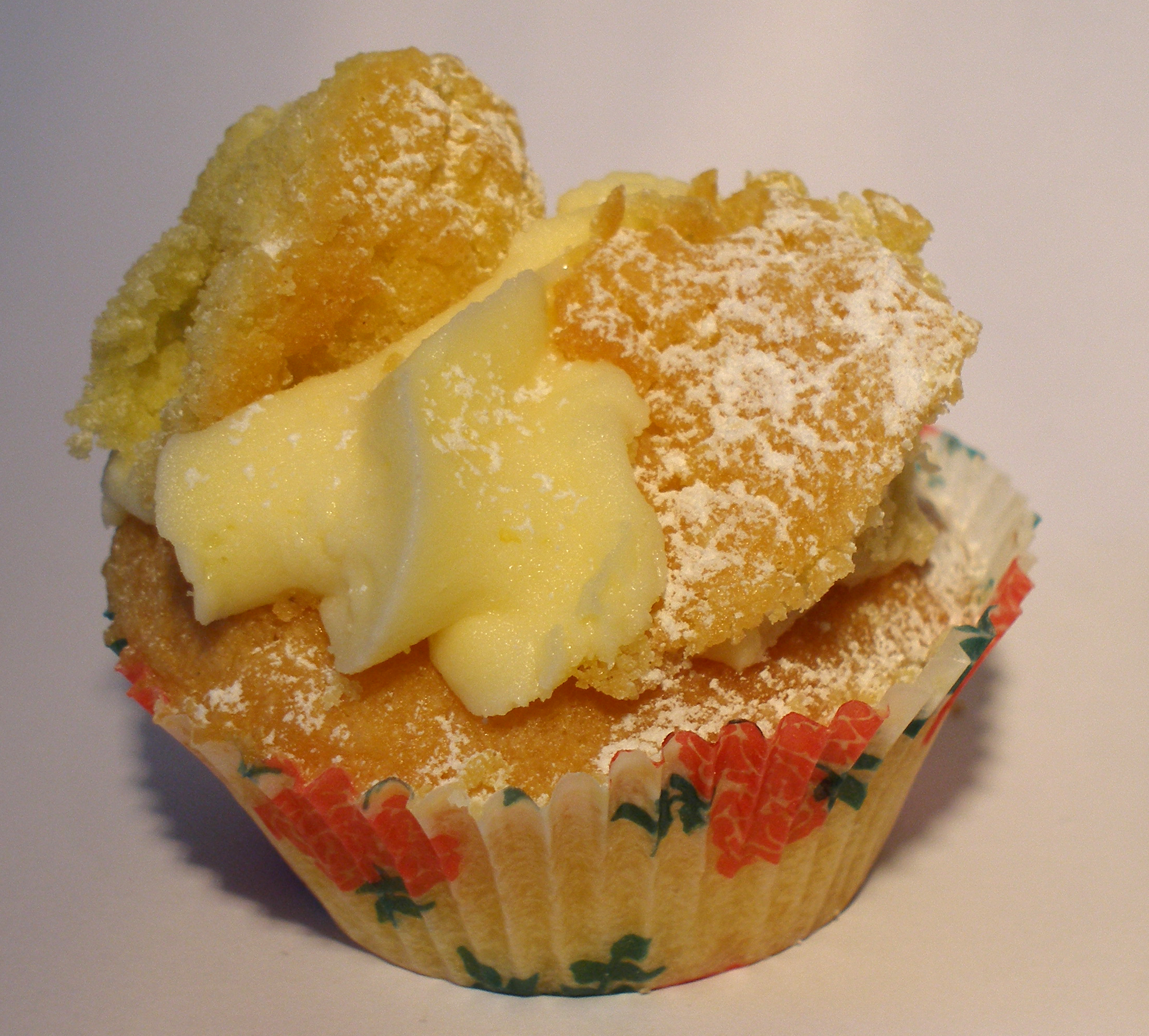
Butterfly cake.

- Le cake in a mug (« gâteau dans un mug » en anglais) est une variante de plus en plus répandue sur de nombreux forums de cuisine sur Internet. La technique est simple : utiliser un mug en tant que moule, avec une cuisson possible au four à micro-ondes. La préparation prend souvent moins de cinq minutes.
- Un butterfly cake (« gâteau-papillon » en anglais) est une autre variante du cupcake, dont la décoration rappelle les ailes du papillon. Pour le réaliser, on creuse le haut du cupcake, puis on coupe la partie retirée en deux. Ensuite, on remplit le gâteau avec le glaçage souhaité. Enfin, on colle dans le glaçage les deux petits morceaux retirés précédemment, de sorte que cela ressemble aux ailes d’un papillon.
- Un cake ball est une portion individuelle de gâteau, de forme arrondie comme une truffe au chocolat, recouverte de glaçage. Ils sont généralement faits à partir de gâteau émietté mélangé à de la crème, plutôt que cuits directement en petites boules.

## Moules et caissettes
À l’origine, les cupcakes étaient cuits dans des contenants individuels comme des tasses à thé en terre cuite qui supportaient la chaleur.
Aujourd’hui, il existe des moules faits spécialement pour les cupcakes, similaires aux moules à muffin. Ils sont le plus souvent en métal, avec ou sans revêtement antiadhésif, et de plus en plus en silicone. Ils peuvent comporter six empreintes pour les cupcakes de grandes tailles, douze empreintes pour les cupcakes standards ou encore vingt-quatre empreintes pour les mini cupcakes. La taille standard est de 76 mm de diamètre pour 33 mm de hauteur.
Il est possible d’utiliser des caissettes qui sont le plus souvent en papier. Il en existe de toutes tailles et couleurs, et il suffit de les placer dans le moule directement. Cela facilite le démoulage du petit gâteau et le nettoyage du moule. De plus cette option présente divers atouts que ça soit d’un point de vue hygiénique (s’ils passent de main en main) ou alors pour une meilleure présentation du cupcake.
On trouve aussi des caissettes en aluminium ou en silicone non jetables. L’avantage de ces caissettes est qu’elles peuvent tenir toutes seules et donc être placées directement sur la plaque du four, un plus pour les personnes ne possédant pas de moule à cupcakes ou muffins. Certaines caissettes sont faites dans un papier plus épais offrant les mêmes avantages. Pour ceux qui n’en ont pas, ils peuvent superposer deux ou trois caissettes normales pour obtenir le même effet.